# NGC 464
NGC 464は、アンドロメダ座にある二重星である。1882年に、ヴィルヘルム・テンペルが記録したのが最初とみられる。ニュージェネラルカタログでは、「小さい」とだけ記されている。
ガイア衛星の観測結果からすると、2つの恒星は物理的に関係がない、見かけ上の二重星であるとみられる。